# Sandra Etcheverry
Sandra Etcheverry (Montevideo, 20 de octubre de 1967) es una política uruguaya.
Integro la Cámara de Representantes de Uruguay en el período 2005-2010. Ocupó el puesto de diputada por el Partido Nacional.
Ocupó el cargo de Ministra de la Corte Electoral del Uruguay en el periodo 2010-2017.
Asesora Electoral del Sector Aire Fresco del actual Presidente de Uruguay Luis Alberto Lacalle Pou.

## Biografía
Comenzó sus estudios primarios en 1973, en la escuela pública de Paso de la Arena. 
En 1979 comienza sus estudios secundarios en el Liceo del Rincón del Cerro, culminando éstos en el Liceo Bauzá. 
Curso la Facultad de Derecho de la Universidad de la República. 
Madre de tres hijas, Viviana, María Carolina y Lucía.

## Ámbito político
En 1984 comienza a trabajar políticamente, cuando Wilson Ferreira Aldunate regresa al Uruguay tras su exilio político; atraída por su carisma, Etcheverry ingresa en las filas del Partido Nacional. Años después ingresa al Movimiento Nacional de Rocha, donde comienza a cobrar importancia dentro del grupo juvenil del sector y rápidamente asciende a presidenta del mismo.
Más adelante, se convierte en integrante del Ejecutivo Nacional del Sector Alianza Nacional; resulta elegida convencional nacional del Partido Nacional para los períodos 1999-2004 y 2004-2009, además es convencional departamental para el período 2004-2009. 
En el 2000 decide crear su propia agrupación departamental llamada “Alianza Montevideo”. En las elecciones de 2004 participa con su propia hoja de votación la 204 en las Elecciones Internas de los Partidos Políticos realizada el 27 de junio de 2004 apoyada por otros importantes compañeros del Partido Nacional, cuyo resultado la ubica en la segunda hoja de votación más votada en el sector de Alianza Nacional y como consecuencia logra el segundo lugar en la lista de diputados del sector correspondiente al candidato a la Presidencia por el mencionado Partido, diputada por el departamento de Montevideo, resultando electa. 
ACTIVIDAD PARLAMENTARIA periodo 2005 - 2010
-Participa de la Plataforma Beijing + 10 en Nueva York – EE.UU - Año 2005
-Invitada por la Fundación Cadal participa del “Encuentro de Mujeres de América Latina dispuestas a apoyar los reclamos de libertad para todos los presos cubanos y la apertura democrática en la isla en Buenos Aires - Año 2005.
-Integrante del Comité Internacional de las Mujeres por la Democracia en Cuba - Año 2005 a la fecha
-Foro “el Parlamento y el proceso presupuestario con una visión de género” en El Salvador - Año 2005
-Seminario para Jóvenes Políticos Iberoamericanos invitación de la Fundación Carolina en España - Año 2005/noviembre 
-Vicepresidenta de la Comisión de Educación y Cultura - Año 2005
-Foro “El Parlamento y el proceso presupuestario con una visión de género” en El Salvador - Año 2005
-Vicepresidenta de la Comisión de Población y Desarrollo Social -2006 2007.
-Integrante de la Comisión de Presupuesto - Año 2006
-Participó en curso sobre Violencia Doméstica: “Detectar, intervenir y derivar una situación de violencia doméstica organizado por la ONG Casa de la 
-Mujer de la Unión”. (2006)
-Seminario sobre Periodismo y Democracia en América Latina. (2006)
-Vicepresidenta de la Comisión de Género y Equidad - Año 2007
-Seminario Internacional “Concertación Interpartidaria de Mujeres Parlamentarias: Experiencia y Retos comunes” Lima- Perú 4 y 5 de junio de 2007
-Jornada Académica “La Hora de las Reformas: Gobierno, Actores y Política en el Uruguay” Agosto 2007
-Jornada organizada por la Presidencia de la Asamblea General y la Fundación Manuel Giménez Abaad: “El Proceso de Descentralización del Poder Público en la R.O. U. y el Reino de España” 30 de agosto de 2007.
-Integrante Mesa Redonda sobre “Género Familias y Generaciones avances y desafíos en las Políticas Educativas” (2007).
-Participó de la Conferencia sobre “Impacto de la reforma Tributaria en los Hogares Uruguayos” Comisión de la Mujer del Partido Nacional (2007).
-Seminario Internacional “Hacia un Uruguay país libre de violencia doméstica organizado por el Instituto Nacional de las Mujeres Montevideo- Uruguay. (2007).
-Presidió la Mesa de Apertura y disertó en el Seminario organizado por la Comisión de la Mujer y la Familia de Montevideo: “Participación Política y toma de decisiones de las Mujeres” Palacio Legislativo. (2007).
-Organizadora del Seminario Taller sobre la Mujer Rural. (2007).
-Participación en Encuentro Regional de Arte Montevideo 2007 Montevideo Museo Blanes.
-Seminario sobre “Armonización Legislativa con el Derecho Internacional” organizado por Facultad de Derecho del Uruguay IELSUR Y SERPAJ. (2007).
-Participó Acto Apertura de la IX reunión de altas autoridades competentes en Derechos Humanos y cancillerías del Mercosur y Estados asociados organizado por Presidencia Pro-tempore Uruguay-2007.
-Organizó Foro de Técnicos sobre reforma del Estado. (2007).
-Participó con la Asociación Civil “Madres de la Plaza” en el encuentro: Sobre Adicciones en especial Pasta Base. (2007).
-Encuentro de Jóvenes Parlamentarios de América Latina y El Caribe desarrollado en México D.F como integrante de la delegación de jóvenes parlamentarios por el Parlamento Latinoamericano participando en dicha oportunidad de la comisión de seguridad ciudadana y menores infractores (marzo – abril 2008).
-Invitada por la Fundación Carolina al IV Encuentro de Jóvenes Políticos Iberoamericanos en Cartagena de Indias referente a estudio y Estrategias para la celebración de los bicentenarios a desarrollarse en cada país. (Junio de 2008).
-Taller de diálogo Parlamentario: “Instrumentos e insumos para el fortalecimiento del Trabajo Legislativo: modelos de asesoramiento parlamentario”. (2008).
-Jornada “El Proceso Uruguayo en el marco de los derechos del Niño de las Naciones Unidas organizado por el Ministerio de Desarrollo Social (2008).
-Relatora en el Seminario Regional de Parlamentos de América Latina: “Hacer Política desde las Mujeres” Montevideo- Uruguay 10 y 11 de marzo de 2008.
-Ha integrado distintos paneles como expositora en temáticas vinculadas a Infancia, Adolescencia y Familia en Montevideo y en distintos Departamentos del Interior del País (Uruguay) y de la región.
-Presidenta del Instituto “Manos Blancas” (Organización No Gubernamental) conformado por Mujeres de los distintos sectores del partido Nacional cuyo objetivo es trabajar para el mejoramiento de la calidad de vida de los integrantes del núcleo familiar en sus diversas temáticas. (2008).
-Misión a República de Panamá convocada por el Parlamento Latinoamericano a la Comisión de Jóvenes y diferentes grupos de trabajo para el Proyecto de Ley Marco de Lucha contra el narcotráfico, seguridad ciudadana, terrorismo y crimen organizado.(diciembre 2009).
-Presidenta de la Comisión de Industria (2009)
-Disertadora en la facultad de arquitectura sobre proyectos de energías alternativas especialmente energía solar.
-Tercera vicepresidente de la Cámara de Diputados. (2009)
-Curso de Capacitación en Género y Generaciones para el Parlamento Uruguayo como asesora del Senador Dr. Jorge Larrañaga (20 de abril de 2010).
Presentación de distintos Proyectos de Ley :
-	Prima por edad para jubilados.
-	Liberados por la Ley de Humanización del Sistema Carcelario
-	Egresados del Instituto del Niño y del Adolescente con o sin su familia a los efectos de que se incorporen al Plan Nacional de Emergencia Social del Ministerio de Desarrollo Social.
-	Creación de la Dirección nacional para la Rehabilitación de Menores 
-	Infractores Adolescentes.
-	Ligadura Tubaria femenina y vasectomía masculina.
-	Sustitutivo art. 7 del Proyecto de Ley de Unión Concubinaria aprobada en diciembre del 2007.
-	Sustitución del art. 187 del Código Civil que modifica el divorcio por sola Voluntad de la Mujer por el de mutuo consentimiento de los cónyuges.
-	Denominación Escuela pública CALABRIA.
-	Vacuna contra HPV gratuita y obligatoria en población femenina a partir de los 9 años.
-	Agregado al Código de la niñez y adolescencia sobre Legitimación Adoptiva.
-	Creación de la Categoría “Artesana Rural “a las mujeres Rurales.
-	Jubilación para las Amas de Casa.
-	Creación del Centro Nacional de Adicciones CENA
Además, fue integrante de la Bancada Bicameral Femenina y de la Red de Mujeres Políticas.
Para las Elecciones Internas y Nacionales del año 2009, saca su propia hoja de votación dentro del sector Alianza Nacional, la hoja 2009.
ACTIVIDAD EN LA GESTION COMO MINISTRA DE LA CORTE ELECTORAL AÑO 2010 Y 2015.
•	Integrante de la Comisión de Ministros en apoyo a la Organización de las elecciones del Banco de Previsión Social (año 2011).
INTEGRANTE DE LAS SIGUIENTES COMISIONES PERMANENTES DEL ORGANISMO.:
•	Comisión de Seguimiento de Obras, Asuntos Internos, Informática, de Elecciones, de Asuntos Electorales y de Nombramientos.
DESIGNADA POR LA CORTE ELECTORAL PARA ASISTIR COMO OBSERVADORA PARA ELECCIONES REALIZADAS EN LOS SIGUIENTES PAÍSES:
•	 Invitada por el Consejo Nacional Electoral en Venezuela julio de 2010, Costa Rica CAPEL diciembre 2011.
•	 Invitada por IDEA Internacional a la Octava Reunión Interamericana de Autoridades Electorales en Jamaica setiembre 2012. Tribunal Supremo Electoral de Honduras elecciones Primarias noviembre 2012.
•	Integrante Misión de UNASUR Venezuela abril 2013, Ecuador CAPEL (Justicia Electoral) agosto 2013, Panamá TRIBUNAL ELECTORAL noviembre 2013. 
•	Integrante Misión de UNASUR elecciones presidenciales Ecuador febrero de 2013.
•	Integrante Misión UNASUR en las elecciones municipales de Ecuador febrero 2014.
•	Panamá UNIORE mayo 2014.
•	Colombia elecciones de Autoridades locales octubre 2015.
•	Integrante de UNASUR para las elecciones Asamblea Nacional República Bolivariana de Venezuela diciembre 2015.
•	Integra el Grupo de Magistradas iberoamericanas, participa en temas de Género en Costa Rica octubre 2011 y participa con dicho grupo en Panamá 2014.
•	Invitada por la Secretaría de las Mujeres de Zacateca México al Encuentro Internacional de LIDERESAS contra la violencia Política de Género, como panelista por su experiencia como exdiputada.
•	 2016, Brasilia Grupo de Magistradas, se funda Asociación de Magistradas Electorales de las Américas -AMEA.
•	 2016, 2 de Octubre invitada por el Consejo Nacional Electoral de Colombia para la Observación Internacional del Plebiscito por la Paz.
•	 2016, Invitación por la Fundación Carolina - Primer Programa de Liderazgo Público Iberoamericano, realizado en España-Madrid
Temario - ESTADO, GESTIÓN PUBLICA Y DESARROLLO EN AMÉRICA LATINA
- 2018, Invitada como Integrante de Asociación de Magistradas Electorales a las Elecciones Generales del Paraguay 22 de abril.
- 2018, Invitada por Asociación de Magistradas Electorales de las Américas a las elecciones de Colombia en segunda vuelta realizada el 17 de junio.
- 2019, Asesora Electoral del Sector Aire Fresco del actual Presidente Luis Alberto Lacalle Pou.